# Badajoz
Badajoz (en castellà, Badajoz) és una ciutat d'Extremadura a Espanya, capital de la província homònima. Amb 146.832 habitants (INE 2008), es tracta del municipi més poblat d'Extremadura.

## Clima
Badajoz gaudeix d'un clima mediterrani continental, amb influència atlàntica, en estar a prop de la costa portuguesa.

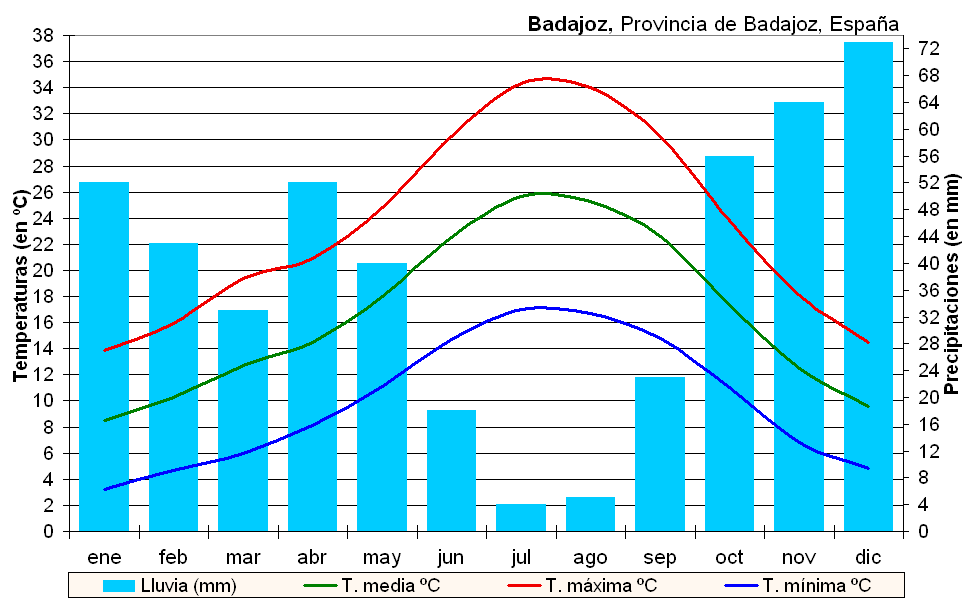
Climograma de Badajoz (Aeroport de Talavera la Real)

Els hiverns són suaus, amb mínimes que difícilment baixen dels 0 °C. Els seus estius són calorosos, amb màximes que poden arribar a superar els 40 °C. El rècord de temperatura màxima recent, es va donar l'1 d'agost del 2003, amb 46,8 °C a l'observatori de Talavera la Real, i 45,0 °C al de la Universitat. Les precipitacions són irregulars, amb una mitjana anual de 475 mm. Els mesos més plujosos són novembre i desembre. Els estius són molt secs. Durant la tardor, el clima és més inestable que durant la resta de l'any, donant-se sovint tempestes, amb freqüència seques.
La humitat i els vents són reduïts, encara que és freqüent l'aparició de boira a les zones properes al riu Guadiana.

## Economia
Els sector predominant és el terciari. El comerç és una de les activitats més importants, arribant clients de la província i de la veïna Portugal. A causa de les grans relacions comercials amb aquest estat, el 2006 s'inaugurà una nova instal·lació de la Institución Ferial (IFEBA) al costat de la frontera amb Caya.
La ciutat també és un important centre de comunicacions amb l'estat portuguès, ja que es té previst construir una plataforma logística i que el 2010 hi arribi la línia d'Alta Velocitat Espanyola. També gaudeix d'un aeroport a 14 quilòmetres de la ciutat, a la localitat de Talavera la Real. Té un Palau de Congressos, i un parc d'oci i d'atraccions (Lusiberia).
L'estiu del 2007, es va presentar el projecte de la construcció d'una nova seu de la Caja de Ahorros de Badajoz. Aquest comptarà amb un centre financer amb un edifici de 77,80 metres d'alçada, sent l'edifici més alt d'Extremadura, superant així la Torre de Mérida.
L'àrea d'influència comercial de la ciutat extremenya se situa al primer lloc regional, amb 570.457 habitants, segons l'Anuario Económico de España 2007, editat pel Sevei d'Estudis de La Caixa. Segons l'estudi, apareix a la posició número 25 d'Espanya.

## Transports

### Aeri
L'aeroport de Talavera la Real, gestionat per Aena, té vols directes a Bilbao, Madrid, Barcelona i a l'estiu també a Palma.

### Carretera
S'hi arriba des de Madrid, Mèrida i Lisboa per l'autopista A-5. Amb aquesta enllaça també amb l'Autovia de la Plata i la A-43 a Mèrida.
Està previst construir una autovia des de Badajoz fins a Granada, que comunicarà la ciutat amb el sud-est de la península.
La carretera EX-100 arriba fins a Càceres. Està previst desdoblar aquest vial i convertir-la en autovia.

### Tren
Té enllaç directe amb les següents localitats:
- Província de Badajoz: Montijo, Mèrida, Castuera, Cabeza del Buey, Almorchón, Don Benito i Villanueva de la Serena, entre altres pobles.
- Província de Càceres: Càceres, Navalmoral de la Mata i Plasència.
- Província de Toledo: Talavera de la Reina i Torrijos.
- Província de Madrid: Leganés i Madrid.
- Província de Ciudad Real: Alcázar de San Juan, Puertollano i Ciudad Real entre altres pobles.
- Ciutats d'Albacete, València, Castelló, Tarragona i Barcelona.

Badajoz compta d'una estació amb trens de llarga distància i d'Alta Velocitat pertanyent a la línia Madrid-Lisboa, però en data de 2024, resta incompleta tot i la recent electrificació i obres continuades al llarg del trajecte.

## Història

### Antiguitat
S'han trobat algunes restes de l'edat del bronze al Cerro de la Muela, al recinte de l'alcassaba, que són al Museu Arqueològic, situat al Palau dels Ducs de Fèria. També s'han trobar restes romanes de ceràmiques, però no va existir cap ciutat romana contra la idea molt estesa de què hi hagué una civitas romana anomenada Pax Augusta, que en realitat era Beja (municipi de Portugal). Valeri Màxim i Plutarc parlen d'una ciutat anomenada Badia, però no es pot assegurar que correspongui a Badajoz. Restes menors dels visigots han aparegut igualment al Cerro de la Muela. L'assentament visigot hauria estat destruït pels àrabs el 715.

### Fundació de la ciutat
Fou fundada vers el 885 pel rebel muladí Abd-ar-Rahman ibn Marwan revoltat diverses vegades contra els omeies. El 884 Abd-ar-Rahman va fer un acord amb l'emir Muhammad pel qual de fet governaria un extens principat abraçant la vall del Guadiana i el sud de Portugal amb seu al que avui dia és el cerro de la Muela, on va néixer Batalyaws. Aquest acord es va mantenir amb els emirs al-Múndhir (886-888) i Abd-Al·lah ibn Muhàmmad (888–912). Va governar com a virtual emir independent (però sense tenir reconegut el títol) fins a la seva mort el 889 quan el va succeir el seu fill Marwan ibn Abd-ar-Rahman. La seva nissaga va restar al poder fins al 930 quan va passar al domini directe del califat
La dinastia dels Ibn Merwan la van formar:
- Marwan ibn Yunus (segle ix)
- Abd-ar-Rahman ibn Marwan ibn al-Jil·liqí (875-889), emir de facto 884-889
- Marwan ibn Abd-ar-Rahman 889-913
- Abd-Al·lah I ibn Marwan 913-923
- Abd-Al·lah II ibn Marwan 923-930

### Primera Taifa
Caigut el califat, el 1012 un antic esclau d'al-Hàkam II de nom Sapur o Sabur es va apoderar del govern a Al-Tagr al-Adna, la Marca Inferior i va adoptar el títol d'hàjib, establint la seva capital a Badajoz. Sabur va morir el 8 de novembre del 1022 deixant dos fills menors d'edat, però el visir Abd-Al·lah ibn Muhàmmad ibn Màslama ibn Abd-Al·lah ibn al-Aftas va usurpar el poder i es va proclamar emir amb el nom d'al-Mansur I i va fundar la dinastia aftàsida o aftassita (o dels Banu Maslama). En aquest temps la ciutat va arribar als 25000 habitants.
Dinastia aftàssida:
- Abd-Al·lah ibn Muhàmmad ibn Màslama ibn Abd-Al·lah ibn al-Aftas al-Mansur 1022-1027 (al-Mansur I de Badajoz)
- al Regne de Sevilla 1027-1031
- Abd-Al·lah ibn Muhàmmad ibn Màslama ibn Abd-Al·lah ibn al-Aftas al-Mansur 1031-1045 (al-Mansur I) (segona vegada)
- Abu-Bakr Muhàmmad al-Mudhàffar 1045-1067 (al-Mudhàffar I de Badajoz)
- Yahya ibn Muhàmmad al-Mansur 1067-1073 (al-Mansur II de Badajoz)
- Abu-Muhàmmad Úmar al-Mutawàkkil ibn al-Mudhàffar 1073-1095 (rei de Toledo 1080-1082)

### Domini almoràvit i almohade
Prop de Badajoz es va lliurar el 1086 la decisiva batalla de Sagrajas, o de Zalaca, amb la derrota dels cristians i va suposar aviat el final de la Taifa. El 1095 Badajoz va ser conquerida pels almoràvits.
El 1144 va tornar a ser breument un regne independent (1144-1151) sota Aben Hasham (Ibn Hashim) i Sidrey, encara que per un any va estar sotmès a l'emir de l'Algarve (1145-1146). El 1151 va ser ocupat pels almohades. En 1169 Geraldo sem Pavor va prendre la ciutat i Alfons I de Portugal va dirigir-s'hi per ajudar-lo en assetjar la fortalesa que resistia en mans musulmanes, però Ferran II de Lleó, aliat dels almohades enfront dels portuguesos i d'Alfons VIII de Castella, va anar al rescat de la fortalesa, Alfonso Enriques la va haver d'evacuar tan de pressa que es va trencar una cama i va caure presoner. Els almohades la van conservar fins al 19 de març de 1230 quan la va ocupar Alfons IX de Lleó que li va atorgar furs.

### Segles XIV i XV
A finals del segle xiv, després de la batalla d'Aljubarrota i la derrota castellana, el conestable portuguès Nuño Alvárez Pereira va envair Extremadura i va assetjar Badajoz sense èxit el 1385; mort Joan I de Castella, el seu successor, Enric III de Castella va signar una treva amb Joan I de Portugal, però al cap de poc temps es va trencar i Nuño Alvárez Pereira va ocupar Badajoz (1396). En resposta els castellans van ocupar Miranda do Douro i Penha Macor. El 1403 Badajoz fou retornat a Castella a canvi de les places ocupades.

### Edat Moderna
En 1524 es va fer a Badajoz i a Elvas la Junta de Badajoz-Elvas, un congrés entre els reis d'Espanya i Portugal per decidir a qui pertanyien les illes Moluques, però no es va arribar a cap acord. Fou la base dels espanyols per dominar Portugal el 1580. El 1642 fou atacada pels portuguesos que no la van poder ocupar. Un altre atac portuguès (de distracció per forçar l'aixecament del setge de Olivença) va fracassar igualment (1657). Un nou atac portuguès iniciat el juny del 1658 va acabar amb la retirada portuguesa l'octubre. Un altre setge portuguès es va produir el 1705, que va fracassar i el 1709 quan anaven a atacar-la altre cop foren derrotats a la batalla de Gudiña (7 de maig). Portugal va renunciar finalment a Badajoz per un tractat el 1801.

### Edat contemporània
El 1807 la ciutat es va aixecar contra els francesos. Va patir quatre setges durant la guerra del Francès: en el primer fou ocupada pels francesos (1811), el segon va ser un intent de reconquesta que va fracassar (1811); el tercer fou un altre intent de reconquesta que tampoc va tenir èxit (1812); i el quart (1812) va ser quan els britànics la van conquerir i saquejar.
El 1883 la guarnició es va pronunciar per la república però l'aixecament fou reprimit ràpidament.
Després del cop d'estat del 17-18 de juliol de 1936, Badajoz fou ocupada pels rebels a la meitat d'agost. La repressió fou ferotge i a la plaça de Braus (avui Palau de Congressos) milers de persones foren assassinades.
Fou afectada per una inundació greu el 1997 amb 22 morts.

## Fills il·lustres
- Pedro de Alvarado (1485-1541) conquistador espanyol.
- Luis de Morales (1509-1586), pintor manierista.
- Cristóbal Oudrid (1825-1877), pianista, compositor de sarsuela.
- Joaquín Valverde Durán (1846-1910), compositor.
- Ascensión Martínez y Ramírez (1858-[...?]) compositora musical
- Joaquín Vázquez Fernández (1897), futbolista integrant de la primera selecció de futbol d'Espanya, medalla d'argent als Jocs Olímpics d'Anvers 1920.
- Arturo Barea (1897-1957), escriptor espanyol, autor de La forja de un rebelde.
- Luis Alcoriza (1918-1992), actor, guionista i director de cinema.
- Los Chunguitos (1973), grup de rumba flamenca .
- Tam Tam Go! (1982), grup musical.
- Azúcar Moreno (1982-2008), duo musical espanyol, representà a Espanya al Festival de la Cançó d'Eurovisió en Zagreb.
- Antonio Barrera Maraver (1928-1991), compositor i pedagog musical.

## Eleccions municipals del 2011
| Candidatura | Candidatura                                                  | Cap de llista                       | Vots  | Regidors | % vots |
| ----------- | ------------------------------------------------------------ | ----------------------------------- | ----- | -------- | ------ |
|             | Partit Popular                                               | Miguel Ángel Celdrán Matute         | 41438 | 17       | 56,81  |
|             | Partit Socialista Obrer Espanyol                             | Celestino Vegas Jiménez.            | 20395 | 8        | 27,96  |
|             | Izquierda Unida-Verds-Socialistes Independents d'Extremadura | Manuel Sosa Aparicio                | 5241  | 2        | 7,15   |
|             | Unió, Progrés i Democràcia                                   | Juan Francisco Bejarano Ramírez     | 2641  | 0        | 3,58   |
|             | ECOLO-Los Verdes                                             | Ramón Luengo Ruiz                   | 498   | 0        | 0,68   |
|             | Per un Món més Just                                          | Sonia Fernández Holguín             | 492   | 0        | 0,67   |
|             | PACMA                                                        | Francisco Javier Montes Carrasco    | 288   | 0        | 0,39   |
|             | Extremadura Unida                                            | Juan Martín Hoyos Piñas             | 207   | 0        | 0,28   |
|             | Partit Humanista                                             | Víctoriano Antonio Rodríguez Franco | 138   | 0        | 0,19   |
|             | Alternativa Espanyola                                        | Margarita Cabrer Esteban            | 130   | 0        | 0,18   |
|             | vot nul                                                      |                                     | 839   |          | 1,14   |
|             | vot en blanc                                                 |                                     | 1524  |          | 2,09   |
| Total       | Total                                                        | 73777                               | 73777 | 27       | 100    |